# Гарольд Конноллі
Гарольд Вінсент «Гел» Конноллі (англ. Harold Vincent "Hal" Connolly; нар. 1 серпня 1931 — пом. 18 серпня 2010) — американський легкоатлет, який спеціалізувався в метанні молота.

## Із життєпису
Олімпійський чемпіон з метання молота (1956).
Фіналіст змагань з метання молота на Іграх 1960 (8-ме місце) та 1964 (6-те місце) років. Учасник змагань з метання молота на Олімпіаді-1968 (не подолав кваліфікаційного раунду).
Срібний призер Панамериканських ігор з метання молота (1959).
Переможець змагань з метання молота на матчевих зустрічах СРСР — США (1958, 1962, 1963).
Призові місця на чемпіонатах США:
- : метання молота (1955, 1956, 1957, 1958, 1959, 1960, 1961, 1964, 1965);
- : метання молота (1962, 1966, 1972);
- : метання молота (1953, 1968, 1969, 1970).

Чемпіон США в приміщенні з метання ваги (1960, 1965, 1966).
Переможець олімпійських відбіркових змагань США з метання молота (1956). Срібний (1960) та бронзовий (1956, 1968) призер олімпійських відбіркових змагань США з метання молота.
7-разовий рекордсмен світу з метання молота — 68,54 (1956), 68,68 (1958), 70,33 (1960), 70,67 (1962), 71,06 (1965), 71,26 (1965).
Мав фізичну ваду — його ліва рука була на 11 см коротше за праву внаслідок отриманої при народженні травми.
По закінченні змагальної кар'єри займався тренерською та викладацькою діяльністю, працював виконавчим директором Спеціальної Олімпіади, підготував багато матеріалів для розвитку метання молота.

## Визнання
- Член Зали слави легкої атлетики США (1984)
- 2005 року у Брайтоні (передмістя Бостона) була відкрита скульптура атлета у повний зріст під час виконання ним переможної спроби на Іграх-1956

## Сім'я
- Перша дружина (1956—1975) — Ольга Фікотова (1932—2024) — олімпійська чемпіонка-1956 з метання диска.
  - Син — Джим Конноллі (нар. 1962) — срібний призер Універсіади з десятиборства (1987).
- Друга дружина (1976—2010) — Пат Денієлс (нар. 1943) — чемпіонка Панамериканських ігор-1967 з п'ятиборства.
  - Син — Адам Конноллі (нар. 1975) — метальник молота.